# Leon Panetta
Leon Panetta, né le 28 juin 1938 à Monterey (Californie), est un homme politique américain membre du Parti démocrate. Chef de cabinet du président Bill Clinton entre 1994 et 1997, il est directeur de la Central Intelligence Agency (CIA) entre 2009 et 2011 puis secrétaire à la Défense entre 2011 et 2013 dans l'administration du président Barack Obama.

## Carrière
En 1988, Panetta se présente à l'élection au Congrès en tant que républicain pour le California 16th Congressional District, affrontant Stan Monteith. Panetta est réélu avec 79 % des votes.

### À la Maison-Blanche
Leon Edward Panetta sort diplômé (BA) en science politique en 1960 puis comme docteur en droit en 1963 de l'université de Santa Clara en Californie. Il est représentant de la Californie au Congrès des États-Unis de 1977 à 1993.
Il enseigne les politiques publiques à l'université de Santa Clara et dirige la fondation qu'il a créée, le Panetta Institute for Public Policy dont le siège est à l'université de Monterey Bay (Californie), un centre de réflexion sur les politiques publiques.
Leon Panetta est chef de cabinet de la Maison-Blanche de 1994 à 1997 dans l'administration du président Bill Clinton.
En 2006, il est l'un des quatre démocrates du groupe d'étude sur l'Irak (commission Baker-Hamilton) composé de dix personnes désignées par le Congrès des États-Unis et chargées de fournir une appréciation indépendante sur la situation en Irak et sur la guerre d'Irak menée par les États-Unis.

### Directeur de la CIA (2009-2011)

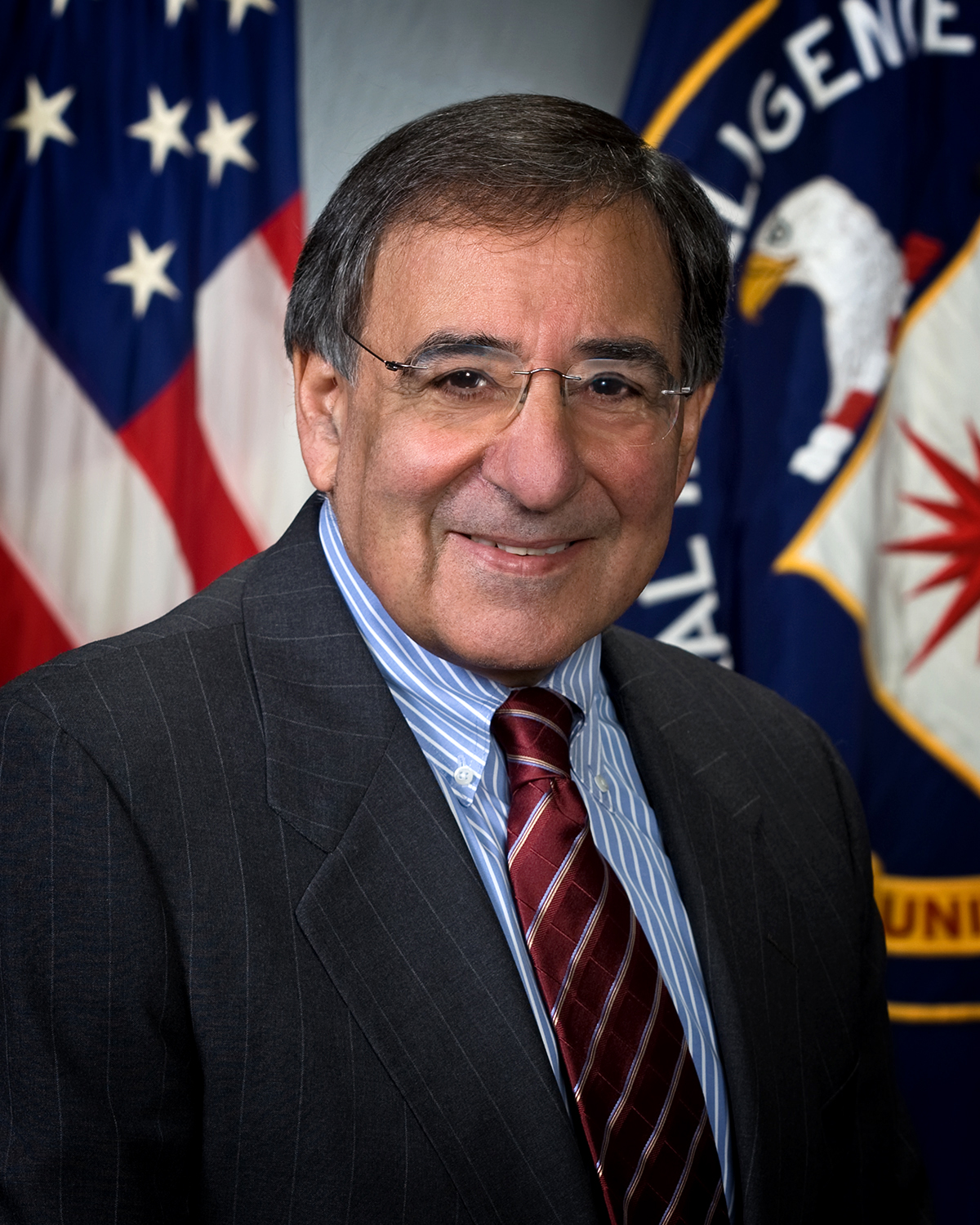
Portrait officiel de Leon Panetta en 2009.

Leon Panetta est nommé le 5 janvier 2009 dans la nouvelle administration du président Barack Obama à la tête de la Central Intelligence Agency dont il sera le directeur au moment final de la traque d'Oussama ben Laden. Le président Obama annonce le 28 avril 2011 qu'il serait nommé secrétaire à la Défense des États-Unis au départ de Robert Gates et remplacé à la tête de la CIA par le général David Petraeus.
Dans le courant de l'année 2010, Robert Gates annonce son intention de se retirer de son poste en 2011. Le 28 avril, le président Obama annonce le prochain remaniement de son équipe de renseignement et de défense. Leon Panetta est nommé le 14 juin 2011 secrétaire à la Défense et laisse sa place de directeur de la CIA, au général Petraeus.

### Secrétaire à la Défense (2011-2013)
Le 21 juin 2011, la nomination de Leon Panetta au poste de secrétaire à la Défense est approuvée par le Sénat à l'unanimité, à 100 voix contre 0. Il succède officiellement à Robert Gates le 1er juillet 2011. Le sénateur Chuck Hagel prend sa place au début du second mandat d'Obama.

## Publications
- avec Peter Gall, Bring us together : The Nixon team and the civil rights retreat, Lippincott, 1971, 380 p.
- Worthy Fights : A Memoir of Leadership in War and Peace, Penguin Group, 2014, 512 p. (ISBN 978-1594205965)

## Dans la fiction
- 2013 : Zero Dark Thirty de Kathryn Bigelow : rôle tenu par James Gandolfini